# Lengyel költők, írók listája
Ez a lista a legismertebb lengyel írók, költők névsorát tartalmazza betűrendben, évszámmal ellátva. (A nem lengyel nyelven alkotó lengyelországi írókat külön jelöljük.)
| Ábécé szerinti tartalomjegyzék                      |
| --------------------------------------------------- |
| A B C D E F G H I J K L M N O P Q R S T U V W X Y Z |

## A

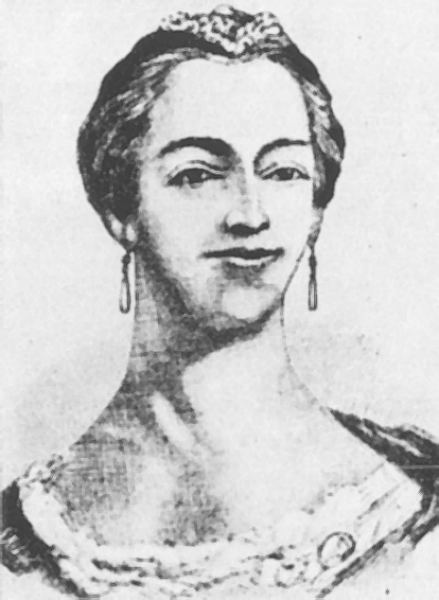
Elżbieta Drużbacka

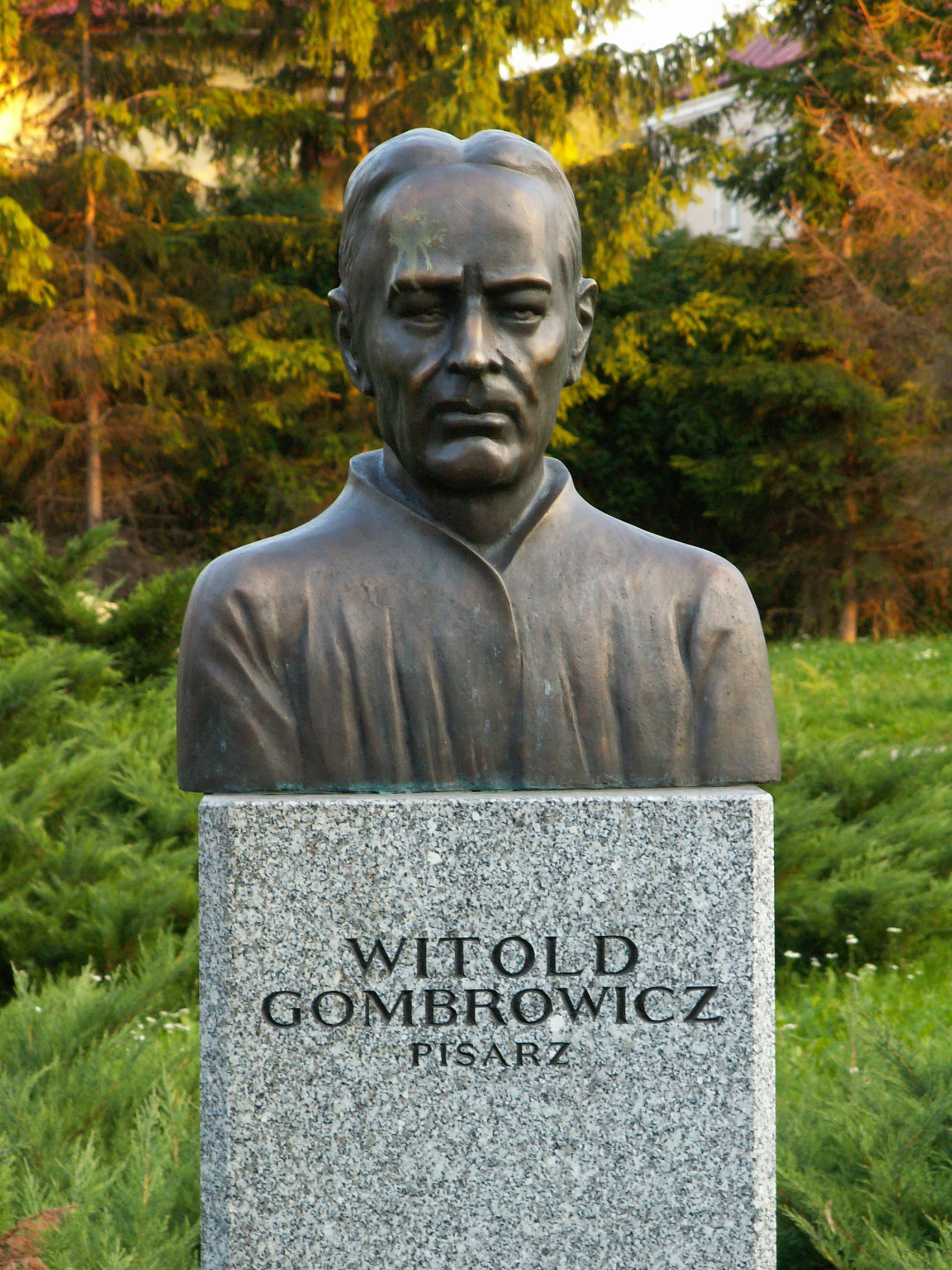
Witold Gombrowicz szobra Kielcében

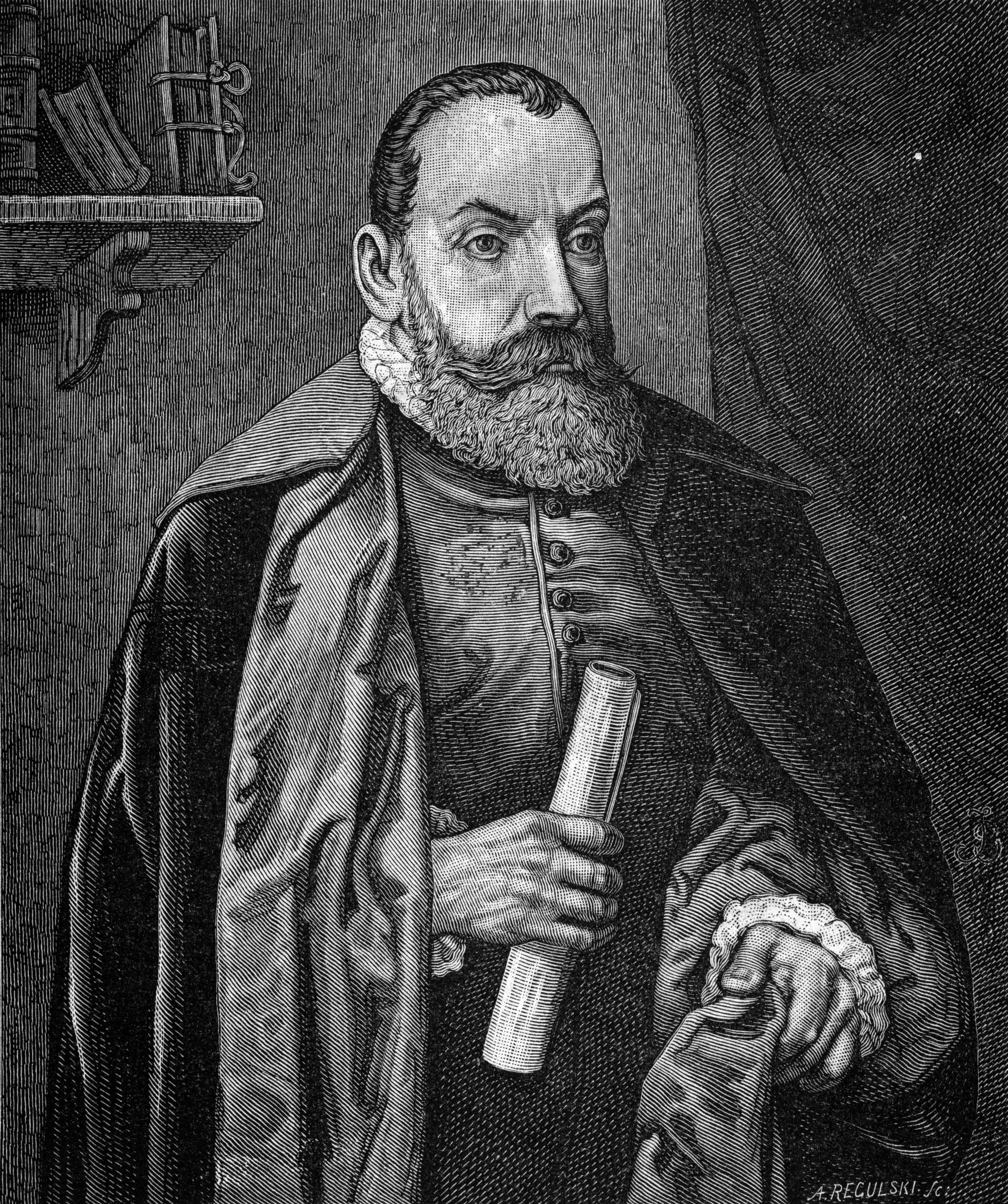
Jan Kochanowski

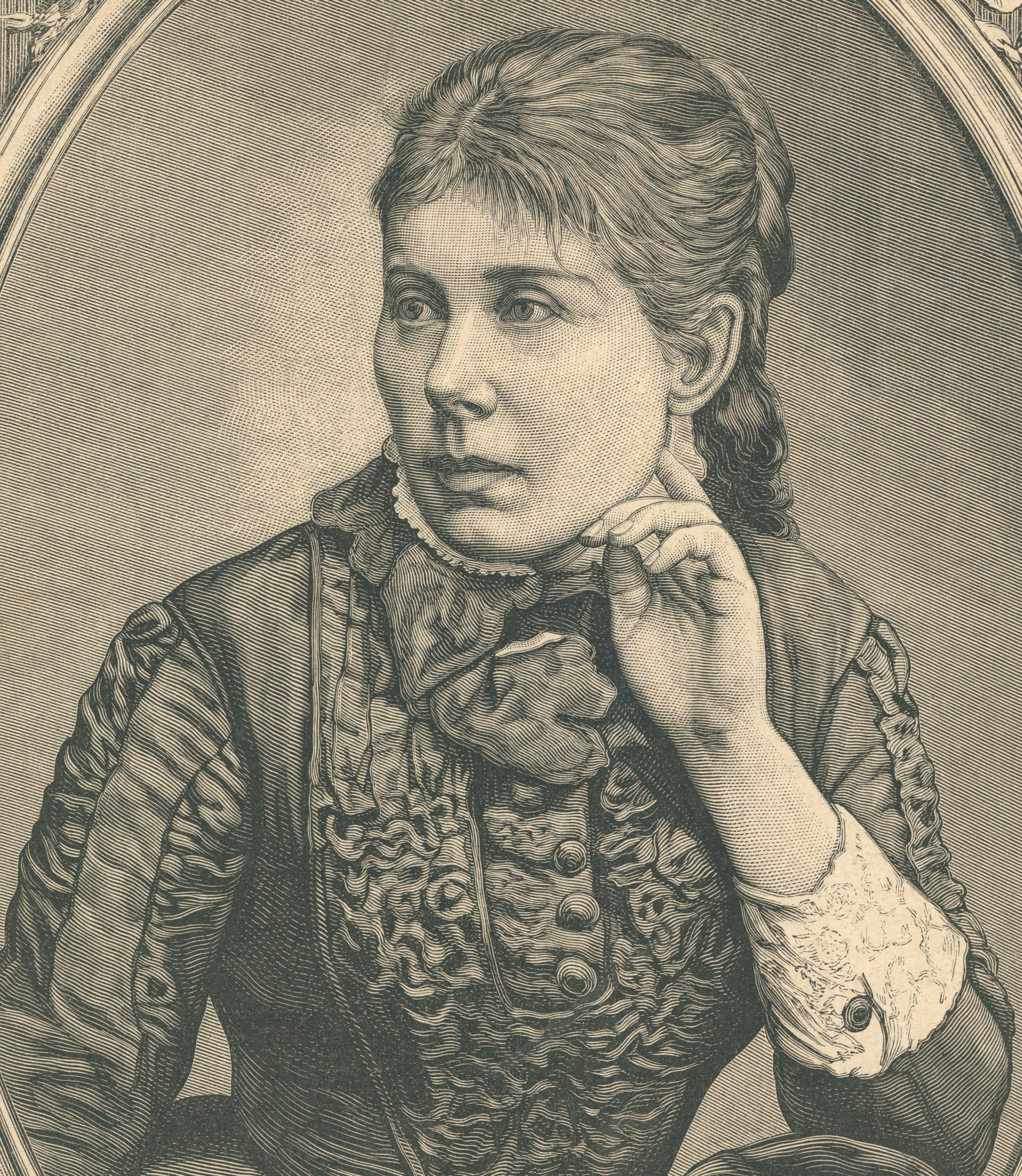
Maria Konopnicka

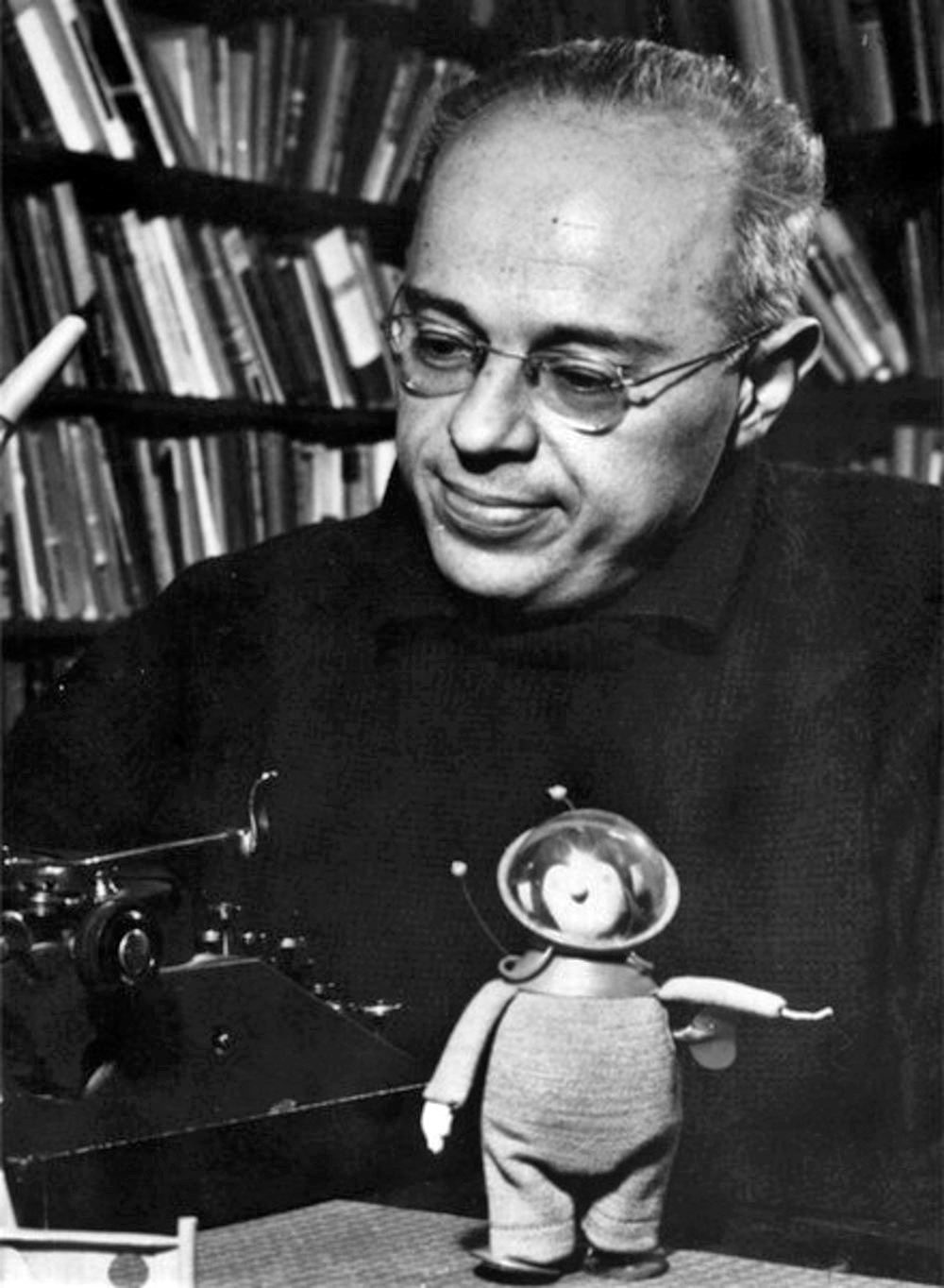
Stanisław Lem

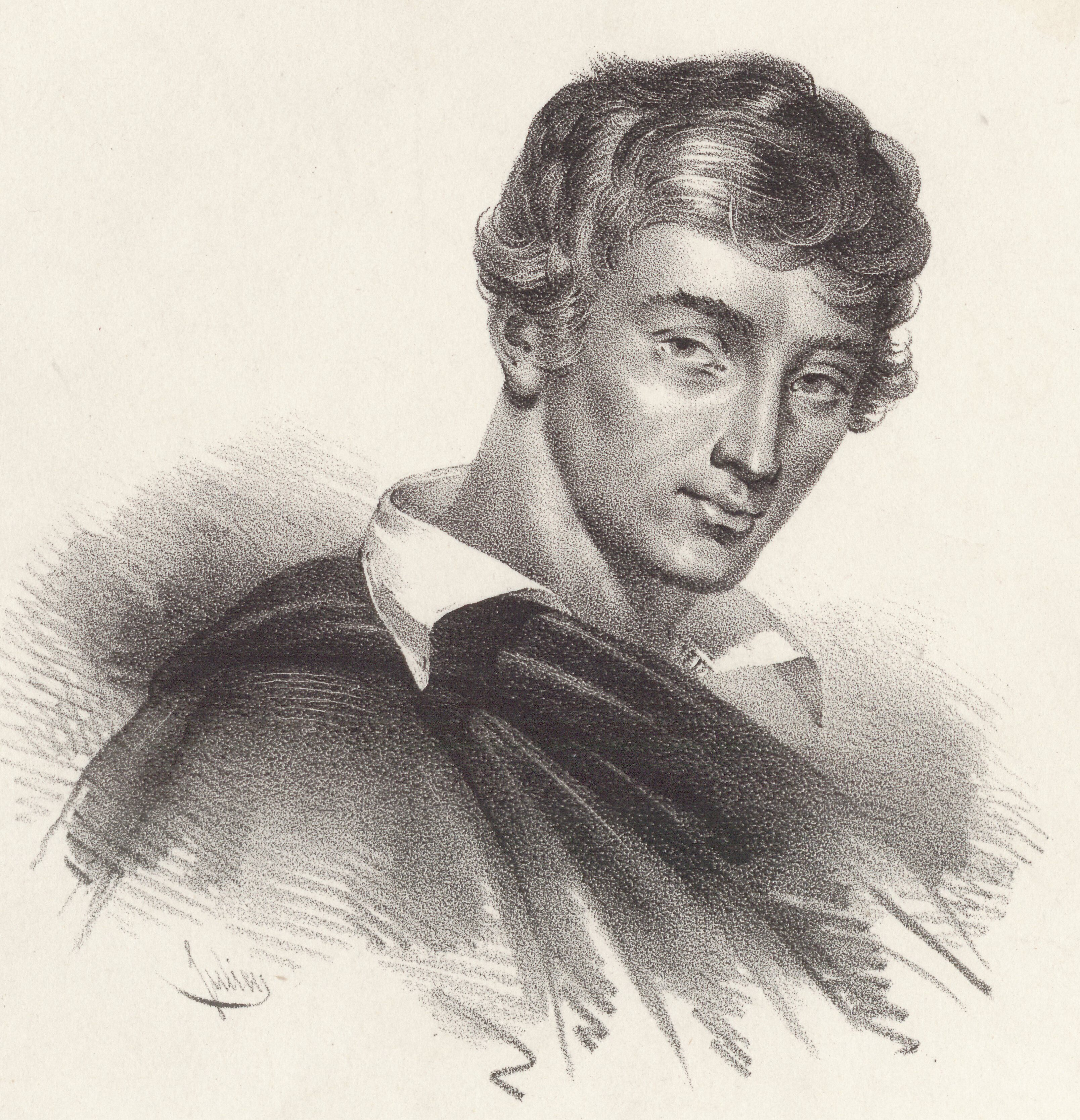
Adam Mickiewicz

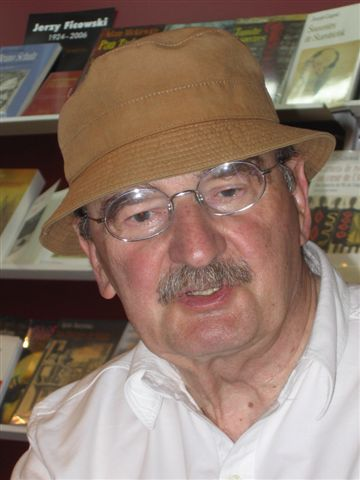
Sławomir Mrożek

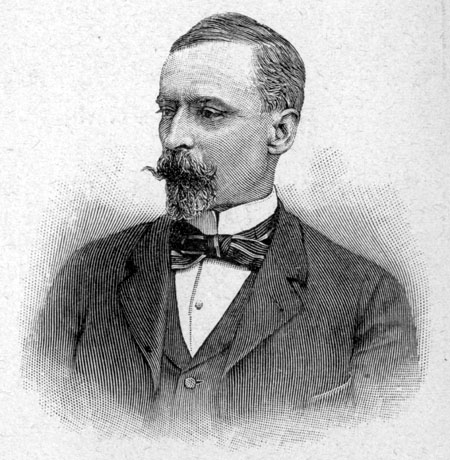
Henryk Sienkiewicz

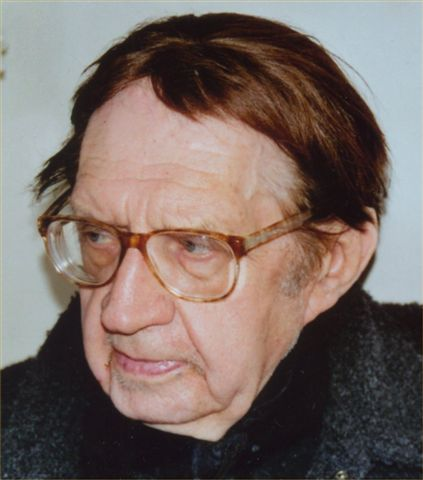
Jan Twardowski

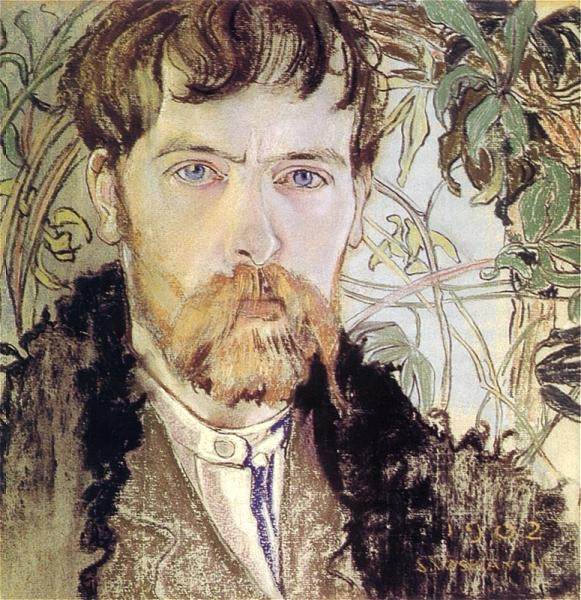
Stanisław Wyspiański

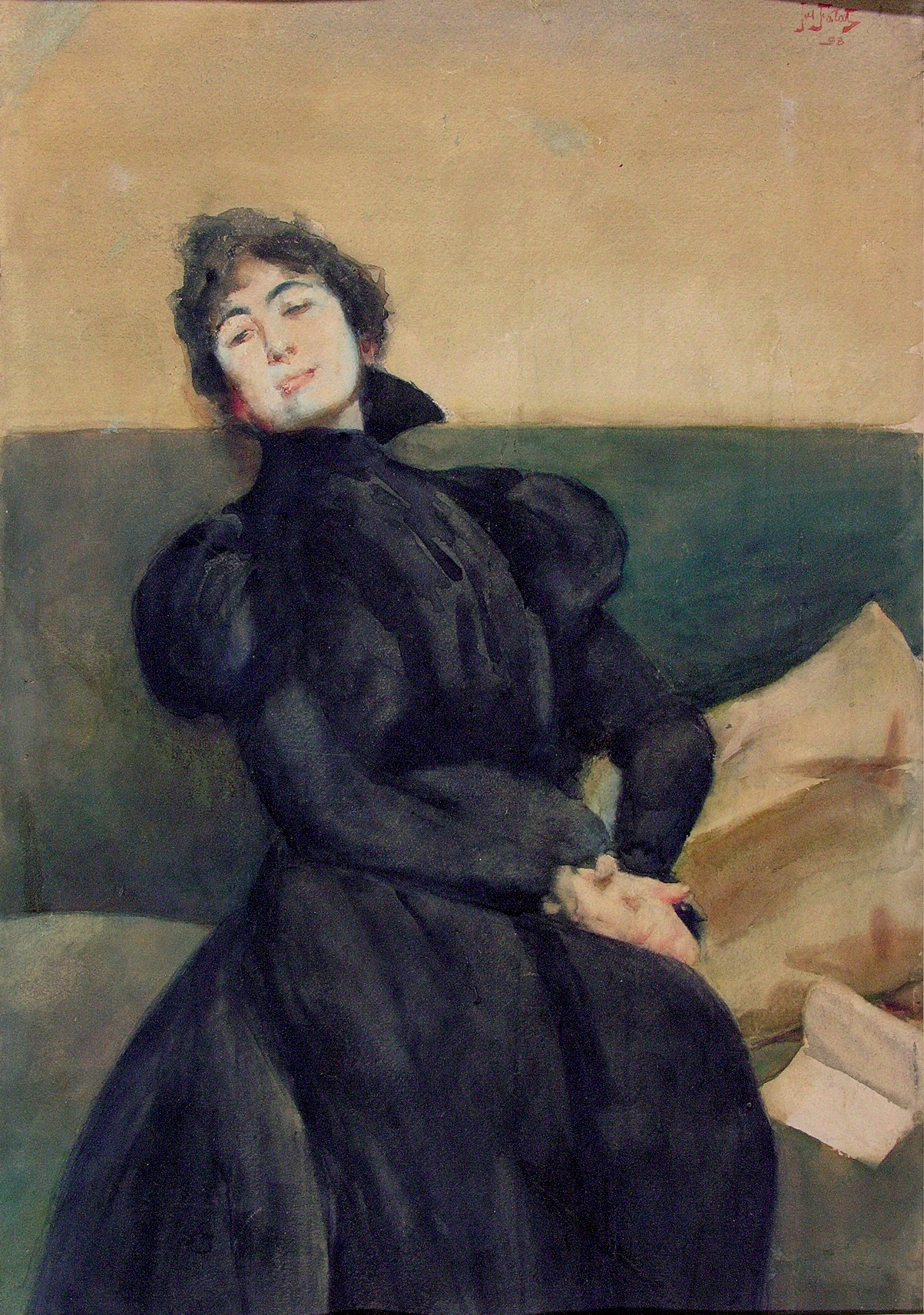
Gabriela Zapolska

- Władysław Anczyc, (1829–1883), író, drámaíró
- Jerzy Andrzejewski (1909–1983), író
- Gallus Anonymus (kb. 1065–1116), krónikaíró
- Sholem Asch (1880-1957, jiddis nyelvű), író, drámaíró
- Adam Asnyk (1838–1897), költő, drámaíró

## B
- Krzysztof Kamil Baczyński (1921–1944), költő
- Adam Bahdaj (1918–1985), író
- Andrzej Bart (1951–), író
- Joanna Bator (1968–), író
- Battis István (16. század), költő
- Ryszard Wincenty Berwiński (1817–1879), költő
- Miron Białoszewski (1922–1983), költő
- Wojciech Bogusławski (1757–1829), drámaíró
- Franciszek Bohomolec (1720–1784), drámaíró
- Tadeusz Borowski (1922–1951), író
- Krzysztof Boruń (1923–2000), sci-fi-író
- Kazimierz Brandys (1916–2000), író
- Władysław Broniewski (1897–1962), költő
- Ernest Bryll(wd) (1935–2024), költő, író
- Jan Brzechwa (1900–1966), költő
- Anna Brzezińska (1971–), fantasy író
- Martyna Bunda  (1971–) író, újságíró
- Andrzej Bursa (1932–1957), költő

## C
- Joanna Chmielewska (1932–2013), író
- Sylwia Chutnik  (1979–) író, újságíró,
- Stefan Chwin (1949–), író
- Nicolaus Copernicus (1473–1543), író
- Martin Cromer (1512–1589), történetíró
- Adam Kazimierz Czartoryski (1734–1823), író

## D
- Maria Dąbrowska (1889–1965), író
- Johannes Dantiscus (1485–1548), író
- Wilhelm Dichter (1935–), író
- Agnieszka Drotkiewicz (1981–), író
- Adolf Dygasiński (1839–1902), író
- Jan Długosz (1415–1480), történetíró
- Tadeusz Dołęga-Mostowicz (1898–1939), író
- Elżbieta Drużbacka (1695–1765), költő
- Jacek Dukaj (1974–), író

## E
- Leszek Engelking (1955–2022), költő, író

## F
- Alojzy Feliński (1771–1820), író
- Ida Fink (1921–2011) író
- Isabella Flemming (1743–1835), író
- Marta Fox (1952–), költő
- Aleksander Fredro (1793–1876), drámaíró
- Kinga Choszcz (1973–2006), útikönyv szerző
- Andrzej Frycz Modrzewski (1503–1572), író

## G
- Konstanty Ildefons Gałczyński (1905–1953), költő
- Gallus Anonymus (kb. 1065-kb. 1116), történetíró
- Konstanty Gebert (1953–1505), író
- Władysław z Gielniowa (1440–1505), költő
- Janusz Głowacki (1938–2017), író, drámaíró
- Witold Gombrowicz (1904–1969), író, drámaíró
- Seweryn Goszczynski (1803–1876), költő
- Stefan Grabiński (1887–1936), író
- Henryk Grynberg (1936–), író

## H
- Julia Hartwig (1921–2017), költő
- Zbigniew Herbert (1924–1998), költő, író
- Lothar Herbst (1940–2000), költő
- Marek Hłasko (1934–1969), író
- Karol Boromeusz Hoffman (1798–1875), író
- Klementyna Hoffmanowa (1798–1845), író
- Paweł Huelle (1957), költő, író

## I
- Zygmunt Idzikowski (1884–1911), költő
- Kazimiera Iłłakowiczówna (1892–1983) költő, író, dramaturg, műfordító
- Karol Irzykowski (1873–1944), író
- Jarosław Iwaszkiewicz (1894–1980), költő, író

## J
- II. János Pál pápa (Karol Wojtyła, 1920–2005), költő, író, drámaíró

## K
- Juliusz Kaden-Bandrowski (1885–1944), író
- Wincenty Kadłubek (1161–1223), történetíró
- Helmut Kajzar (1941–1982), író, drámaíró
- Marek Kamiński (1964–), író
- Ryszard Kapuściński (1932–2007), író
- Franciszek Karpiński (1741–1825), költő
- Jan Kasprowicz (1860–1926), költő
- Wiesław Kielar (1919–1990) író
- Jan Kochanowski (1530–1584), költő
- Wespazjan Koczowski (1633–1700), költő
- Jonasz Kofta (1942–1988), költő
- Hugo Kołłątaj (1750–1812), író
- Maria Konopnicka (1842–1910), költő, író
- Tadeusz Konwicki (1926–2015), író
- Janusz Korczak (1878–1942), író, pedagógus
- Maja Lidia Kossakowska (1972–2022), fantasy író
- Zofia Kossak-Szczucka (1890–1968), író
- Jan Kott (1914–2001), író
- Stanisław Krajewski (1950–), író, filozófus
- Hanna Krall (1937–), író
- Ignacy Krasicki (1735–1801), költő, író
- Zygmunt Krasiński (1812–1859), költő, drámaíró
- Józef Ignacy Kraszewski (1812–1887), író
- Esther Kreitman (1891–1954, jiddis nyelvű), író
- Marcin Kromer (1512–1589), történetíró
- Jacek Kuroń (1934–2004), történész

## L
- Stanisław Jerzy Lec (1909–1966), költő
- Jan Lechoń (1899–1956), költő
- Joachim Lelewel (1786–1861), író
- Stanisław Lem (1921–2006), író
- Bolesław Leśmian (1878–1937), költő
- Antoni Libera (1949–), író
- Ewa Lipska (1945–), költő
- Mikołaj Łoziński (1980–), író
- Grzegorz Łubczyk (1946–), író, újságíró
- Stanisław Lubieniecki (1623–1675), történetíró
- Lublini Bernát (Bernardus Lublinius, 1465–1529), költő, író
- Rosa Luxemburg (1875–1919), filozófus, író

## M
- Józef Mackiewicz (1902–1985), író
- Aleksander Majkowski (1876–1938), kasub író
- Dorota Masłowska (1983–), író
- Janusz Meissner (1901–1978), író
- Adam Michnik (1946–), író
- Adam Mickiewicz (1798–1855), költő, író
- Maciej Miechowita (1457–1523), történetíró
- Grazyna Miller (1957–), költő
- Czesław Miłosz (1911–2004), író - Irodalmi Nobel-díj, 1980
- Gustaw Morcinek (1891–1963), író
- Hieronim Morsztyn (1581–1623), költő
- Sławomir Mrożek (1930–2013), író, drámaíró

## N
- Daniel Naborowski (1573–1640), költő
- Adam Stanisław Naruszewicz (1733–1796), író, drámaíró
- Feliks Netz (1939–2015) költő, író, rádiós műsorszerkesztő, fordító, irodalom- és filmkritikus, publicista
- Igor Newerly (1903–1987), író
- Julian Ursyn Niemcewicz (1757–1841), költő, író, drámaíró
- Cyprian Kamil Norwid (1821–1883), költő, drámaíró
- Kazimierz Nowak (1897–1937), író
- Tadeusz Nowak (1930–1991), költő, író, Petőfi fordítója
- Tadeusz Nowakowski (1917–1996), író

## O
- Szymon Okolski (1580–1653), történetíró
- Eliza Orzeszkowa (1841–1910), író
- Agnieszka Osiecka (1936–1997), író
- Antoni Ferdynand Ossendowski (1876–1945), író
- Józef Maksymilian Ossoliński (1748–1826), író

## P
- Jan Chryzostom Pasek (1636–1701), író
- Izaak Lejb Perec (1852–1915), jiddis nyelvű író
- Sergiusz Piasecki (1901–1964), író
- Janusz Piekałkiewicz (1925–1988), író
- Jerzy Pilch (1952–), író
- Halina Poświatowska (1935–1967), költő, író
- Wacław Potocki (1621–1696), költő, író
- Bolesław Prus (1847–1912), író
- Stanisław Przybyszewski (1868–1927), író

## R
- Mikołaj Rej (1505–1569), költő
- Władysław Reymont (1867–1925), író, Irodalmi Nobel-díj, 1924
- Chava Rosenfarb (1923–2011, jiddis nyelvű) író
- Tadeusz Różewicz (1921–2014), költő, drámaíró

## S
- Zbigniew Safjan (1922–2011), író
- Andrzej Sapkowski (1948–) író
- Sat-Okh (1920–2003), író
- Bruno Schulz (1892–1942), író
- Mikołaj Sęp Szarzyński (1550–1581), költő
- Lucjan Siemieński (1807–1877), író
- Henryk Sienkiewicz (1846–1916), író, Irodalmi Nobel-díj, 1905
- Piotr Skarga (1536–1612), író
- Christian Skrzyposzek (1943–1999), író
- Maciej Słomczyński (1922–1998), író
- Juliusz Słowacki (1809–1849), költő
- Leonard Sowiński (1831–1887), költő
- Edward Stachura (1937–1979), író
- Leopold Staff (1878–1957), költő
- Andrzej Stasiuk (1960–), író
- Konrad Sutarski (1934–), költő, a magyar költészet fordítója
- Anna Świrszczyńska (1909–1984), költő
- Ziemowit Szczerek (1978–), író
- Andrzej Szczypiorski (1924–2000), író
- Bella Szwarcman-Czarnota (1945–), író
- Wisława Szymborska (1923–2012), költő, Irodalmi Nobel-díj, 1996

## T
- Samuel Tenenblatt (1932–1982), író
- Olga Tokarczuk (1962–), író
- Tomek Tryzna (1948–), író
- Irena Tuwim (1900–1987), költő
- Julian Tuwim (1894–1953), költő
- Jan Twardowski (1915–2006), költő

## U
- Kornel Ujejski (1823–1897), költő, író

## V
- Krzysztof Varga (1968–), író

## W
- Wanda Wasilewska (1905–1964), író
- Józef Waśniewski (1858–1897) író, újságíró
- Aleksander Wat (1900–1967), író
- Kazimierz Wierzyński (1894–1969), költő, író
- Stanisław Ignacy Witkiewicz, (1885–1939), író, drámaíró
- Rafał Wojaczek (1945–1971), költő
- Wiktor Woroszylski (1927–1996), író
- Józef Wybicki (1747–1822) , költő
- Stanisław Wyspiański (1869–1907), költő, drámaíró

## Z
- Bohdan Zadura (1945–), költő
- Adam Zagajewski (1945–2021), költő
- Franciszek Zabłocki (1754–1821), drámaíró
- Janusz Andrzej Zajdel (1938–1985), író
- Gabriela Zapolska (1857–1921), író
- Léopold Zborowski (1889–1932), költő
- Witold Zegalski (1928–1974) író
- Tadeusz Boy-Żeleński (1874–1941), író
- Stefan Żeromski (1864–1925), író
- Wojciech Żukrowski (1916–2000), író
- Jerzy Żuławski (1874–1915), író
- Wiktor Żwikiewicz (1950–) író
- Eugeniusz Żytomirski (1911–1975), költő, író, drámaíró

## Kapcsolódó szócikk
- Lengyel irodalom

## Külső hivatkozások
- Pompás menet élén – kortárs lengyel költők internetes antológiája